# جیمز گیبونز (بازیکن فوتبال)
جیمز گیبونز (انگلیسی: James Gibbons؛ زادهٔ ۱۶ مارس ۱۹۹۸) بازیکن فوتبال اهل بریتانیا است.
از باشگاه‌هایی که او در آن بازی کرده‌است می‌توان به باشگاه فوتبال پورت ویل و باشگاه فوتبال لیک تاون اشاره کرد.